# حوزه‌های انتخابیه مجلس شورای اسلامی در استان چهارمحال و بختیاری

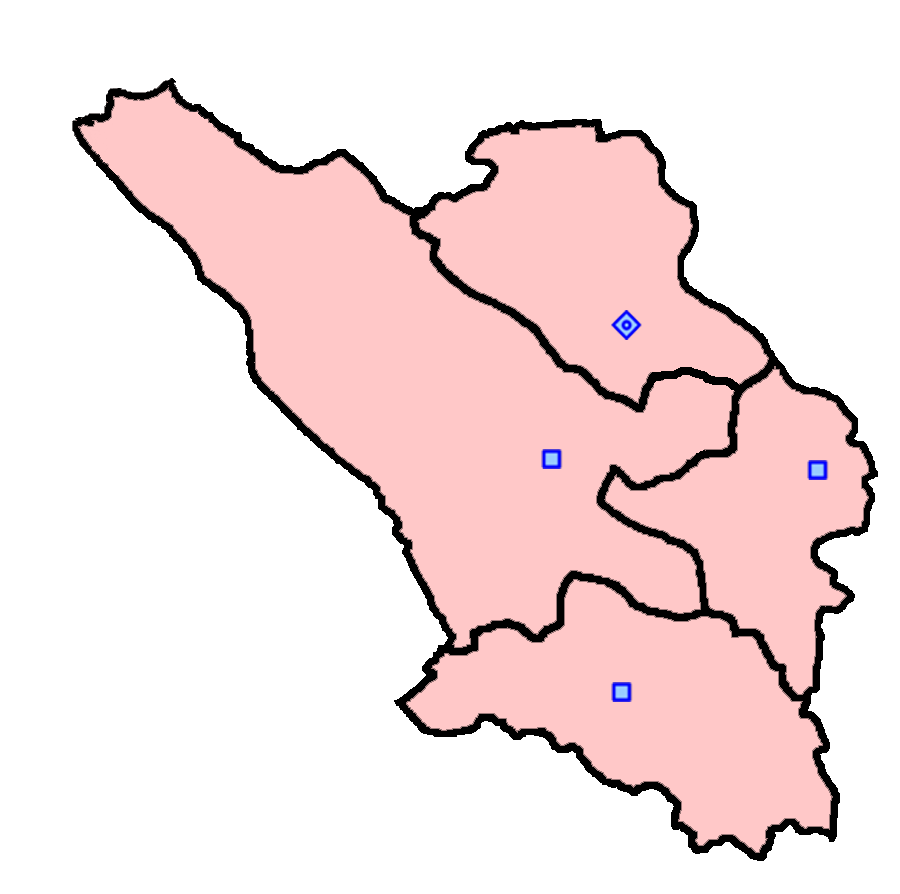
حوزه‌های انتخاباتی استان چهارمحال و بختیاری

استان چهارمحال و بختیاری ۴ حوزه برای انتخابات مجلس دارد که در مجموع ۴ نماینده را دربر می‌گیرد.
شهرهای مهم این حوزه‌ها عبارتند از: شهرکرد، سامان، بن، فرخ‌شهر، بروجن، لردگان، فارسان، اردل، چلگرد، شلمزار، آلونی و مال خلیفه.
| مرکز   | حوزه                          | شهرستان‌ها | بخش‌ها                                | جمعیت  | کرسی | نقشه |
| ------ | ----------------------------- | --------- | ------------------------------------ | ------ | ---- | ---- |
| شهرکرد | شهرکرد، فرخشهر، بن و سامان    | شهرکرد    | شهرکرد، هفشجان، مرکزی، لاران         | ۳۴۶۴۷۲ | ۱    |      |
| شهرکرد | شهرکرد، فرخشهر، بن و سامان    | سامان     | شهر سامان، مرکزی، زاینده‌رود          | ۳۴۶۴۷۲ | ۱    |      |
| شهرکرد | شهرکرد، فرخشهر، بن و سامان    | بن        | شهر بن، مرکزی، شیدا                  | ۳۴۶۴۷۲ | ۱    |      |
| شهرکرد | شهرکرد، فرخشهر، بن و سامان    | فرخ‌شهر    | شهر فرخ‌شهر، مرکزی                    | ۳۴۶۴۷۲ | ۱    |      |
| اردل   | اردل و فارسان و کوهرنگ و کیار | اردل      | شهر اردل، مرکزی، میانکوه             | ۲۳۵۳۲۷ | ۱    |      |
| اردل   | اردل و فارسان و کوهرنگ و کیار | فارسان    | شهر فارسان، مرکزی، جونقان، باباحیدر  | ۲۳۵۳۲۷ | ۱    |      |
| اردل   | اردل و فارسان و کوهرنگ و کیار | کوهرنگ    | شهر چلگرد، مرکزی، بازفت، دوآب صمصامی | ۲۳۵۳۲۷ | ۱    |      |
| اردل   | اردل و فارسان و کوهرنگ و کیار | کیار      | شهر شلمزار، مرکزی، ناغان             | ۲۳۵۳۲۷ | ۱    |      |
| اردل   | اردل و فارسان و کوهرنگ و کیار | فرخ‌شهر    | بخش دستگرد                           | ۲۳۵۳۲۷ | ۱    |      |
| بروجن  | بروجن                         | بروجن     | شهر بروجن، مرکزی، گندمان، بلداجی     | ۱۱۸۶۸۱ | ۱    |      |
| لردگان | لردگان و خانمیرزا و فلارد     | لردگان    | شهر لردگان، مرکزی، رودشت، منج        | ۱۹۴۷۸۳ | ۱    |      |
| لردگان | لردگان و خانمیرزا و فلارد     | خانمیرزا  | شهر آلونی، مرکزی، ارمند              | ۱۹۴۷۸۳ | ۱    |      |
| لردگان | لردگان و خانمیرزا و فلارد     | فلارد     | شهر مال‌خلیفه، مرکزی، امامزاده حسن    | ۱۹۴۷۸۳ | ۱    |      |

## پی‌نوشت و منبع
1. ↑  این دهستان تا اسفند ۱۳۹۱ جزو شهرستان کیار بوده‌است (و پیش از جدا شدن بخش کیار از شهرستان شهرکرد جزو آن بخش بوده‌است)، سپس در مرداد ۱۴۰۲ به بخش تبدیل شد و از توابع شهرستان فرخ‌شهر است.

- «جدول حوزه‌های انتخابیه در انتخابات نهمین دورهٔ مجلس شورای اسلامی» (PDF). مرکز پژوهش و سنجش افکار صدا و سیما. بایگانی‌شده از اصلی (PDF) در ۵ اکتبر ۲۰۱۸. دریافت‌شده در ۲۱ دسامبر ۲۰۱۵.
- «طرح اصلاح قانون تعیین محدودهٔ حوزه‌های انتخاباتی مجلس شورای اسلامی». مرکز پژوهش‌های مجلس شورای اسلامی. ۲۰ تیر ۱۳۹۱. بایگانی‌شده از اصلی در ۲۲ ژوئیه ۲۰۱۵. دریافت‌شده در ۲۱ دسامبر ۲۰۱۵.
- «جدول ۲۰۷ حوزهٔ انتخابیهٔ مجلس دهم». وزارت کشور. بایگانی‌شده از اصلی در ۲۳ مارس ۲۰۱۶. دریافت‌شده در ۲۷ مارس ۲۰۱۶.